# Saint-Aubin-Fosse-Louvain
Saint-Aubin-Fosse-Louvain és un municipi francès situat al departament de Mayenne i a la regió de País del Loira. L'any 2007 tenia 278 habitants.

## Demografia

### Població
El 2007 la població de fet de Saint-Aubin-Fosse-Louvain era de 278 persones. Hi havia 114 famílies de les quals 28 eren unipersonals (20 homes vivint sols i 8 dones vivint soles), 37 parelles sense fills, 45 parelles amb fills i 4 famílies monoparentals amb fills.
La població ha evolucionat segons el següent gràfic:
Habitants censats

### Habitatges
El 2007 hi havia 155 habitatges, 113 eren l'habitatge principal de la família, 34 eren segones residències i 8 estaven desocupats. Tots els 155 habitatges eren cases. Dels 113 habitatges principals, 92 estaven ocupats pels seus propietaris, 17 estaven llogats i ocupats pels llogaters i 3 estaven cedits a títol gratuït; 2 tenien una cambra, 10 en tenien dues, 18 en tenien tres, 37 en tenien quatre i 46 en tenien cinc o més. 103 habitatges disposaven pel capbaix d'una plaça de pàrquing. A 64 habitatges hi havia un automòbil i a 33 n'hi havia dos o més.

### Piràmide de població
La piràmide de població per edats i sexe el 2009 era:
| Homes | Edats   | Dones |
| ----- | ------- | ----- |
| 0     | 95 o +  | 0     |
| 0     | 90 a 94 | 0     |
| 0     | 85 a 89 | 0     |
| 0     | 80 a 84 | 4     |
| 8     | 75 a 79 | 8     |
| 12    | 70 a 74 | 4     |
| 12    | 65 a 69 | 16    |
| 8     | 60 a 64 | 0     |
| 4     | 55 a 59 | 8     |
| 8     | 50 a 54 | 8     |
| 12    | 45 a 49 | 8     |
| 8     | 40 a 44 | 12    |
| 12    | 35 a 39 | 4     |
| 0     | 30 a 34 | 12    |
| 8     | 25 a 29 | 4     |
| 16    | 20 a 24 | 4     |
| 0     | 15 a 19 | 4     |
| 12    | 10 a 14 | 4     |
| 4     | 5 a 9   | 20    |
| 4     | 0 a 4   | 0     |

## Economia
El 2007 la població en edat de treballar era de 155 persones, 110 eren actives i 45 eren inactives. De les 110 persones actives 104 estaven ocupades (62 homes i 42 dones) i 6 estaven aturades (4 homes i 2 dones). De les 45 persones inactives 19 estaven jubilades, 11 estaven estudiant i 15 estaven classificades com a «altres inactius».

### Ingressos
El 2009 a Saint-Aubin-Fosse-Louvain hi havia 91 unitats fiscals que integraven 225 persones, la mediana anual d'ingressos fiscals per persona era de 13.370 €.

### Activitats econòmiques
Dels 8 establiments que hi havia el 2007, 1 era d'una empresa alimentària, 1 d'una empresa de fabricació d'altres productes industrials, 2 d'empreses de construcció, 1 d'una empresa immobiliària i 3 d'empreses de serveis.
Dels 3 establiments de servei als particulars que hi havia el 2009, 1 era un guixaire pintor, 1 fusteria i 1 agència immobiliària.
L'únic establiment comercial que hi havia el 2009 era una fleca.
L'any 2000 a Saint-Aubin-Fosse-Louvain hi havia 45 explotacions agrícoles que ocupaven un total de 1.156 hectàrees.

## Poblacions més properes
El següent diagrama mostra les poblacions més properes.